# Joe Bell
Joe Bell (Bristol, 27 aprile 1999) è un calciatore neozelandese, centrocampista del Viking.

## Caratteristiche tecniche
È un mediano.

## Carriera

### Club
Ha giocato nella prima divisione norvegese con il Viking ed in quella danese con il Brøndby.

### Nazionale
Con la nazionale Under-20 neozelandese ha preso parte al Campionato mondiale di calcio Under-20 2017 ed al Campionato mondiale di calcio Under-20 2019; sempre nel 2019 ha poi anche esordito in nazionale maggiore. Nel 2021 ha invece partecipato ai Giochi Olimpici di Tokyo.